# Aristida basiramea
Aristida basiramea là một loài thực vật có hoa trong họ Hòa thảo. Loài này được Vasey mô tả khoa học đầu tiên năm 1884.

## Hình ảnh

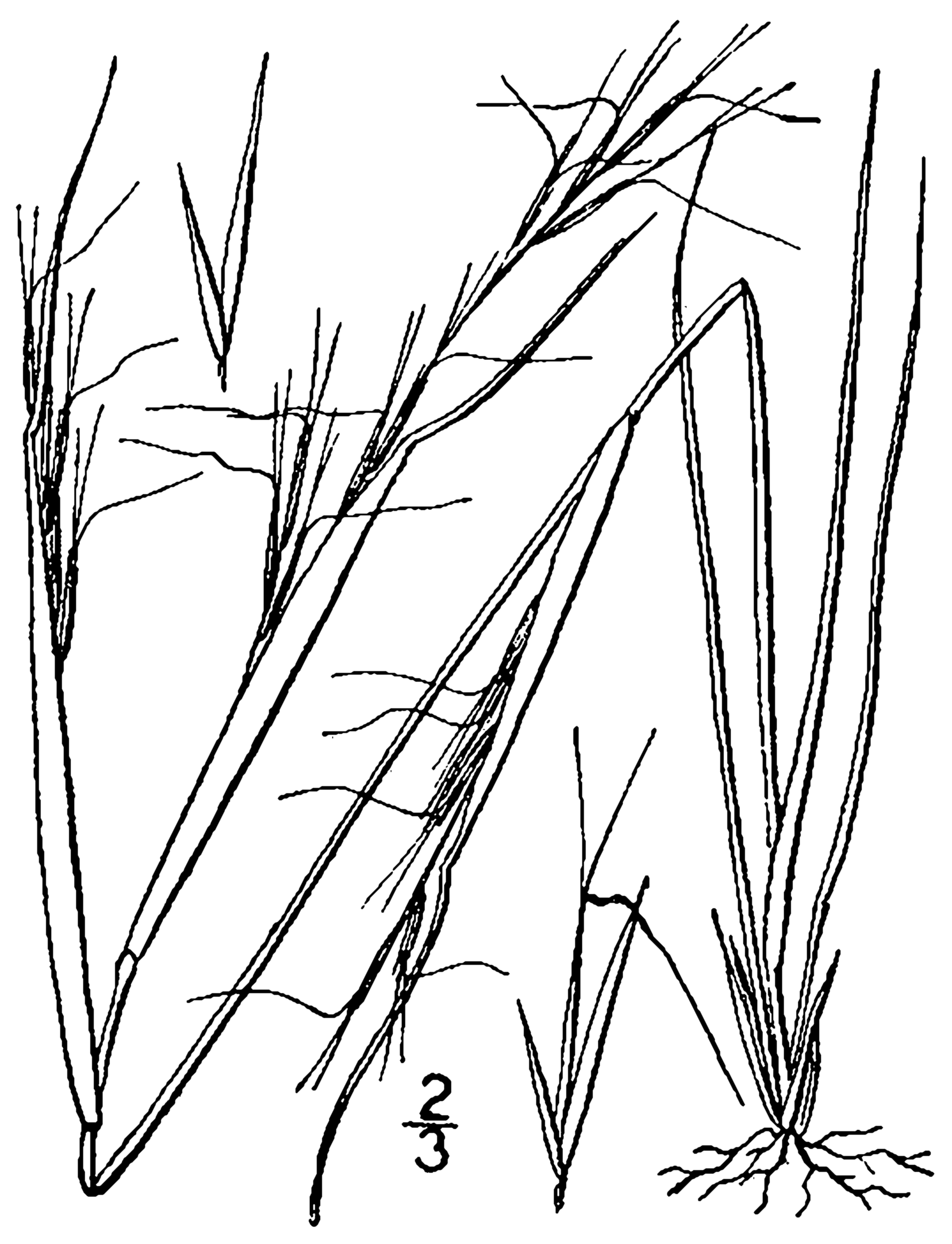
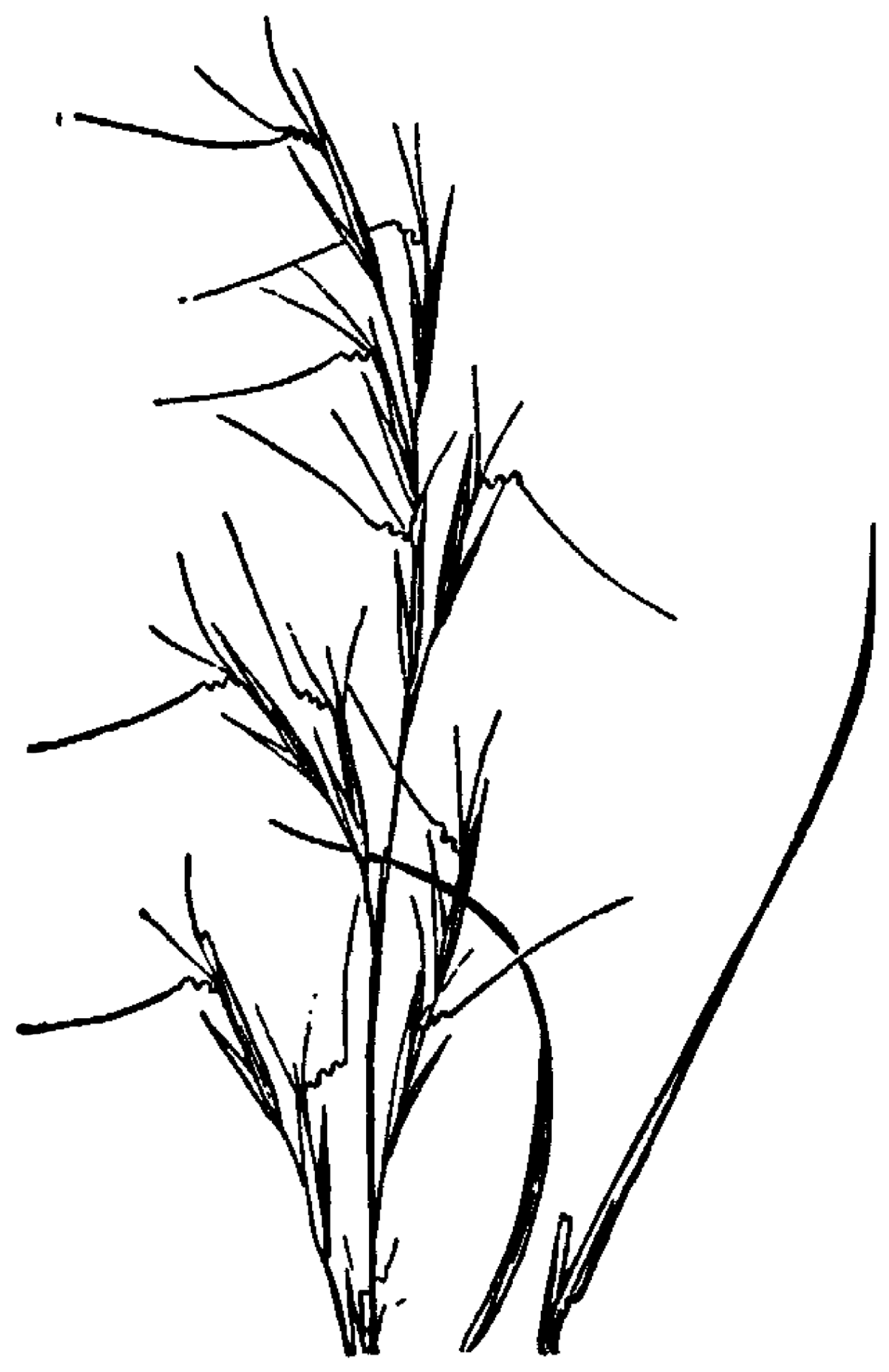